# Mỹ Hòa, Phù Mỹ
Mỹ Hòa là một xã thuộc huyện Phù Mỹ, tỉnh Bình Định, Việt Nam.
Xã Mỹ Hòa có diện tích 44,68 km², dân số năm 1999 là 10.157 người, mật độ dân số đạt 227 người/km².

## Hành chính
Xã Mỹ Hòa được chia thành 7 thôn: An Lạc 1, An Lạc 2, Gia Vấn, Hội Khánh, Hội Phú, Phú Thiện, Phước Thọ.